# 山名義済
山名 義済（やまな よしなり）は、但馬国村岡藩の初代藩主。

## 略歴
安政6年（1859年）7月28日、父山名義問の隠居により交代寄合である山名家の家督を継ぐ。幕末期の動乱の中で、義済は早くから尊王論者として官軍側に協力していたため、慶応4年（1868年）6月20日、かねてから請願していた維新立藩（新規取立て）が認められて所領を1万1,000石とされ、翌明治2年（1869年）には藩主に取り立てられて諸侯に列し、ここに村岡藩が成立した。明治3年（1870年）6月23日には知藩事となるが、翌明治4年（1871年）2月11日、長男の義路に家督を譲って隠居した。

## 系譜
- 父：山名義問（山名義蕃の子）
- 母：寛子 - 信濃須坂藩主堀直寛の娘
- 姉妹：喬子 - 須坂藩主堀直明室
- 正室：縁子 - 須坂藩主堀直格の娘
  - 嫡男：山名義路（1860年 - 1940年）
- 生母不明の子女
  - 女子：快子 - 誠照寺（鯖江市）第26世法主二條秀源上人（弟は西園寺公望）夫人
  - 女子：忻子 - 垣屋問察養女